# 香港诗歌节基金会
香港诗歌节基金会（英语：Hong Kong Poetry Festival Foundation （页面存档备份，存于），简称：HKPFF）是一个由北岛于2017年发起并在香港注册的非盈利团体，前身是香港国际诗歌之夜统委员会。香港诗歌节基金会在香港以及内地举行文化交流活动，推广现代诗的创作、阅读、研究和表演，丰富市民的文化生活。基金会的旗舰活动是由北岛创办的香港国际诗歌之夜系列活动，从2009年起每两年举行一届。香港诗歌基金会举办的所有活动以非牟利为原则，大部分的活动免费向公众开放。

## 愿景及宗旨
香港诗歌基金会将与海内外文化及商业机构合作举办诗歌朗诵、音乐会、艺术展览、电影放映等活动，以提升大众对现代诗的欣赏体验；通过与民间团体合作举办工作坊、讲座、翻译、出版等活动提升丰富大众的中英文写作和阅读；通过与高等院校合作举办座谈会、讨论会、研讨会等活动加深学界对现代诗的探索。

## 活动历史

### 2009年“另一种声音”第一届香港国际诗歌之夜
举办时间  2009年11月26日-2009年11月29日
主题 另一种声音
主办方 香港中文大学（中大）东亚研究中心、香港浸会大学国际作家工作坊、拔萃男书院，香港中文大学文学院

### 2011年“词与世界”第二届香港国际诗歌之夜
举办时间  2011年11月10日-2011年11月13日
主题 词与世界
主办方 香港中文大学东亚研究中心、香港城市大学人文社会科学院、香港科技大学人文社会科学学院

### 2013年“岛屿或大陆”第三届香港国际诗歌之夜
举办时间  2013年11月20日-2013年11月24日
主题 岛屿或大陆
主办方 香港中文大学文学院、香港浸会大学文学院及香港科技大学人文社会科学学院

### 2015年“诗歌与冲突”第四届香港国际诗歌之夜
举办时间  2015年11月26日-2015年12月3日
主题 诗歌与冲突
主办方 香港中文大学文学院

### 2017年“古老的敌意”第五届香港国际诗歌之夜
举办时间  2017年11月22日-2017年11月29日
主题 古老的敌意
主办方 香港中文大学文学院、香港诗歌节基金会

### 2019年“言说与沉默”第六届香港国际诗歌之夜
举办时间  2019年11月19日-2019年12月1日
主题 言说与沉默
主办方 香港诗歌节基金会

### 2021年“突围：朗诵与对话（第一季）”第七届香港国际诗歌之夜
举办时间  2021年5月-9月（第一季）
主题 突围：朗诵与对话（S1）
主办方 香港诗歌节基金会
协办方 香港中文大学文学院 、香港科技大学人文学部、凤凰网

### 2022年“突围：朗诵与对话（第二季）”第八届香港国际诗歌之夜
举办时间  2021年11月-2022年2月（第二季）
主题 突围：朗诵与对话（S2）
主办方 香港诗歌节基金会
协办方 香港中文大学文学院 、澳门大学、凤凰网

### 2023年“西西·春望”第九届香港国际诗歌之夜
举办时间  2023年3月1日-2023年3月31日
主题 西西·春望
主办方 香港诗歌节基金会
协办方 香港中文大学文学院 、凤凰网

### 2023年“五月的玫瑰”第九届香港国际诗歌之夜
举办时间   2023年10月15日-11月6日
主题 五月的玫瑰
主办方 香港诗歌节基金会
协办方 阿那亚、香港中文大学文学院 、凤凰网

### 2024年“母语的边界”第十届香港国际诗歌之夜
举办时间   2024年9月28日-10月15日
主题 母语的边界
主办方 香港诗歌节基金会
联合主办方 香港中文大学文学院、阿那亚、华住会、先锋书店

## 组织

### 创会主席
- 北岛

### 联合创始人
- 王淩
- 宋子江

### 行政及项目主任
- 何依亭

### 学术顾问委员会委员
- 田原 （旅日诗人、日语翻译家，日本城西国际大学教授）
- 薛庆国 （北京外国语大学阿拉伯语文学教授，阿拉伯语翻译家）
- 姚风（澳门大学人文学院教授，葡萄牙语翻译家）
- 树才（中国现代诗人，法语翻译家）
- 刘文飞 （首都师范大学外语学院教授，俄语翻译家）
- 西川（诗人，北京师范大学特聘教授）
- 高兴 （《世界文学 （页面存档备份，存于）》主编，翻译家）
- 胡蔚 （北京大学外国语学院副教授，德语翻译家）
- 汪天艾（《世界文学 （页面存档备份，存于）》编辑，西班牙语翻譯家）

## 香港国际诗歌筹办委员会

### 主席
- 北岛

### 节目总监
- 王淩

### 执行总监
- 宋子江

### 活动总监
- 方梓勋（香港恒生大学副校长）

### 出版及翻译总监
- 卢卡斯·克莱恩（Lucas Klein）（香港大学文学院助理教授）
- 陈嘉恩（香港恒生大学翻译学院院长）

### 音乐总监
- 李劲松

### 场馆总监
- 克里斯托弗·马蒂森（Christopher Maddison）（香港大学艺术博物馆副馆长）

### 行政及项目主任
- 何依亭

## 外部連結
- 香港诗歌基金会官方网站 （页面存档备份，存于）
- 香港诗歌基金会官方Instagram
- 香港诗歌基金会官方Facebook
- 香港诗歌基金会官方Twitter （页面存档备份，存于）
- 香港诗歌基金会官方微博
- 香港诗歌基金会官方Youtube Channel （页面存档备份，存于）